# Pallacanestro ai Giochi della XXXII Olimpiade - Torneo femminile
Il torneo femminile di pallacanestro ai Giochi della XXXII Olimpiade si è svolto dal 26 luglio all'8 agosto 2021. 

## Risultati

### Gruppo A
| Pos | Squadra       | G | V | P | PF  | PS  | DP  | Qualificazione                                |
| --- | ------------- | - | - | - | --- | --- | --- | --------------------------------------------- |
| 1   | Spagna        | 3 | 3 | 0 | 234 | 205 | +29 | Qualificate alla fase ad eliminazione diretta |
| 2   | Serbia        | 3 | 2 | 1 | 207 | 214 | −7  | Qualificate alla fase ad eliminazione diretta |
| 3   | Canada        | 3 | 1 | 2 | 208 | 201 | +7  |                                               |
| 4   | Corea del Sud | 3 | 0 | 3 | 183 | 212 | −29 |                                               |

#### Risultati
1ª giornata
| Arbitri: | Ferdinand Pascual Andreia Silva Kingsley Braojeaburu |

|                                  |            |                           |
| Kang 26 Park Ji-s. 15 Park H. 14 | Punti      | 28 Ndour 16 Gil 11 Ouviña |
| Park H. 5                        | Assist     | 8 Ouviña                  |
| Park Ji-s. 10                    | Rimbalzi   | 14 Gil                    |
| Jeon Ju-won                      | Allenatori | Lucas Mondelo             |

| Arbitri: | Amy Bonner Leandro Lezcano Maj Kazuko Forsberg |

|                                 |            |                              |
| Vasić 16 Anderson 12 Dabović 11 | Punti      | 19 Fields 16 Nurse 12 Colley |
| Crvendakić, Dabović 5           | Assist     | 5 Achonwa                    |
| Dabović 6                       | Rimbalzi   | 6 Nurse                      |
| Marina Maljković                | Allenatori | Lisa Thomaidis               |

2ª giornata
| Arbitri: | Amy Bonner James Boyer Gizella Györgyi |

|                                     |            |                                               |
| Carleton 18 Achonwa 14 Alexander 10 | Punti      | 15 Park Ji-s. 11 Dan-bi, I-seul 6 Ji-hyeon P. |
| Achonwa 10                          | Assist     | 3 Dan-bi, Ji-hyeon S., Ye-bin                 |
| Achonwa 5                           | Rimbalzi   | 11 Park Ji-s.                                 |
| Lisa Thomaidis                      | Allenatori | Jeon Ju-won                                   |

| Arbitri: | Yohan Rosso Maj Forsberg Andreia Silva |

|                                |            |                                           |
| Torrens 25 Ndour 20 Cazorla 17 | Punti      | 16 Brooks 15 Anderson 11 Krajišnik, Vasić |
| Ouviña 8                       | Assist     | 4 Anderson, Crvendakić, Dabović           |
| Ndour 9                        | Rimbalzi   | 8 Anderson                                |
| Lucas Mondelo                  | Allenatori | Marina Maljković                          |

3ª giornata
| Arbitri: | Jung Yu Leandro Lezcano Yevgeniy Mikheyev |

|                                               |            |                               |
| Nurse 14 Achonwa 11 Amihere 10                | Punti      | 20 Ndour 15 Ouviña 12 Torrens |
| Carleton 4                                    | Assist     | 7 Ouviña                      |
| Achonwa, Amihere, Carleton, Raincock-Ekunwe 6 | Rimbalzi   | 11 Ndour                      |
| Lisa Thomaidis                                | Allenatori | Lucas Mondelo                 |

| Arbitri: | Ferdinand Pascual Amy Bonner Andreia Silva |

|                                               |            |                                     |
| Park Ji-h. 17 Dan-bi 15 Park Ji-s., Park H. 8 | Punti      | 15 Crvendakić 12 Anderson 11 Brooks |
| Park Ji-s., Park Ji-h. 5                      | Assist     | 4 Crvendakić, Dabović Vasić         |
| Park Ji-s. 11                                 | Rimbalzi   | 10 Vasić                            |
| Jeon Ju-won                                   | Allenatori | Marina Maljković                    |

### Gruppo B
| Pos | Squadra     | G | V | P | PF  | PS  | DP  | Qualificazione                                |
| --- | ----------- | - | - | - | --- | --- | --- | --------------------------------------------- |
| 1   | Stati Uniti | 3 | 3 | 0 | 260 | 223 | +37 | Qualificate alla fase ad eliminazione diretta |
| 2   | Giappone    | 3 | 2 | 1 | 245 | 239 | +6  | Qualificate alla fase ad eliminazione diretta |
| 3   | Francia     | 3 | 1 | 2 | 239 | 229 | +10 | Qualificate alla fase ad eliminazione diretta |
| 4   | Nigeria     | 3 | 0 | 3 | 217 | 270 | −53 |                                               |

#### Risultati
1ª giornata
| Arbitri: | Maripier Malo James Boyer Yevgeniy Mikheyev |

|                                 |            |                              |
| Hayashi 12 Nagaoka 11 Takada 10 | Punti      | 18 Gruda 12 Miyem 9 Williams |
| Machida 11                      | Assist     | 4 Johannès                   |
| Akaho 9                         | Rimbalzi   | 9 Gruda                      |
| Tom Hovasse                     | Allenatori | Valérie Garnier              |

| Arbitri: | Yu Jung Scott Beker Gizella Györgyi |

|                                         |            |                                |
| Kalu 16 Macaulay 11 Amukamara, Elonu 10 | Punti      | 19 Wilson 13 Griner 10 Taurasi |
| Amukamara 4                             | Assist     | 13 Bird                        |
| Kunaiyi-Akpanah 9                       | Rimbalzi   | 13 Wilson                      |
| Otis Hughley                            | Allenatori | Dawn Staley                    |

2ª giornata
| Arbitri: | Yener Yilmaz Yevgeniy Mikheyev Viola Gyorgyi |

|                                      |            |                               |
| Wilson 20 Griner, Stewart 15 Loyd 12 | Punti      | 15 Takada 12 Hayashi 11 Okoye |
| Bird, Stewart 6                      | Assist     | 11 Machida                    |
| Stewart 13                           | Rimbalzi   | 8 Akaho                       |
| Dawn Staley                          | Allenatori | Tom Hovasse                   |

| Arbitri: | Scott Beker Luis Castillo Samir Abaakil |

|                                                            |            |                                           |
| Gruda 14 Duchet, Johannès, Miyem, Williams 13 Chartereau 7 | Punti      | 11 Amukamara 10 Kalu 8 Macaulay, Nyingifa |
| Duchet 5                                                   | Assist     | 3 Amukamara, Kalu                         |
| Gruda, Williams 9                                          | Rimbalzi   | 4 Elonu, Kunaiyi-Akpanah, Nyingifa        |
| Valérie Garnier                                            | Allenatori | Otis Hughley                              |

3ª giornata
| Arbitri: | Juan Fernández Andreia Silva Yevgeniy Mikheyev |

|                               |            |                                  |
| Macaulay 18 Chidom 13 Kalu 11 | Punti      | 23 Hayashi 19 Miyazawa 15 Takada |
| Nyingifa 8                    | Assist     | 15 Machida                       |
| Chidom, Elonu 7               | Rimbalzi   | 7 Akaho                          |
| Otis Hughley                  | Allenatori | Tom Hovasse                      |

| Arbitri: | Manuel Mazzoni Ferdinand Pascual Rabah Noujaim |

|                                       |            |                                 |
| Miyem 15 Gruda 12 Johannès, Rupert 11 | Punti      | 22 Wilson 17 Stewart 15 Charles |
| Johannès 7                            | Assist     | 8 Loyd                          |
| Gruda 6                               | Rimbalzi   | 7 Stewart, Wilson               |
| Valérie Garnier                       | Allenatori | Dawn Staley                     |

### Gruppo C
| Pos | Squadra    | G | V | P | PF  | PS  | DP   | Qualificazione                                |
| --- | ---------- | - | - | - | --- | --- | ---- | --------------------------------------------- |
| 1   | Cina       | 3 | 3 | 0 | 247 | 191 | +56  | Qualificate alla fase ad eliminazione diretta |
| 2   | Belgio     | 3 | 2 | 1 | 234 | 196 | +38  | Qualificate alla fase ad eliminazione diretta |
| 3   | Australia  | 3 | 1 | 2 | 240 | 230 | +10  | Qualificate alla fase ad eliminazione diretta |
| 4   | Porto Rico | 3 | 0 | 3 | 176 | 280 | −104 |                                               |

#### Risultati
1ª giornata
| Arbitri: | Juan Fernandez Amy Bonner Yener Yilmaz |

|                                 |            |                                     |
| Magbegor 20 George 12 Ebzery 11 | Punti      | 32 Meesseman 17 Delaere 16 Allemand |
| Mitchell 7                      | Assist     | 11 Allemand                         |
| George 10                       | Rimbalzi   | 9 Meesseman                         |
| Sandy Brondello                 | Allenatori | Philip Mestdagh                     |

| Arbitri: | Takaki Kato Maj Kazuko Forsberg Samir Abaakil |

|                                  |            |                                 |
| Rosado 14 O'Neill 13 Quiñones 10 | Punti      | 21 Li Yue. 15 Li M. 11 Pan, Han |
| Gwathmey 4                       | Assist     | 7 Huang                         |
| Quiñones 5                       | Rimbalzi   | 12 Li                           |
| Jerry Batista                    | Allenatori | Xu Limin                        |

2ª giornata
| Arbitri: | Maripier Malo Yu Jung Kingsley Ojeaburu |

|                                            |            |                               |
| Meesseman 26 H. Mestdagh 18 K. Mestdagh 15 | Punti      | 20 Gwathmey 9 O'Neill 6 Pagán |
| Allemand 7                                 | Assist     | 5 Rosado                      |
| Meesseman 15                               | Rimbalzi   | 5 Gwathmey, Meléndez          |
| Philip Mestdagh                            | Allenatori | Jerry Batista                 |

| Arbitri: | Matthew Kallio Maj Forsberg Ahmed Al-Shuwaili |

|                             |            |                                |
| Wang 20 Li Yue. 12 Li M. 11 | Punti      | 15 Magbegor 11 O'Hea 10 George |
| Li M. 7                     | Assist     | 4 Katie Ebzery                 |
| Shao 8                      | Rimbalzi   | 5 George                       |
| Xu Limin                    | Allenatori | Sandy Brondello                |

3ª giornata
| Arbitri: | Leandro Lezcano Yılmaz Yener Maj Kazuko Forsberg |

|                                  |            |                                               |
| Li Yue. 14 Li M. 11 Pan, Yang 10 | Punti      | 24 Meesseman 12 Allemand, K. Mestdagh 7 Raman |
| Wang 6                           | Assist     | 5 K. Mestdagh                                 |
| Li Yue. 8                        | Rimbalzi   | 7 Meesseman                                   |
| Xu Limin                         | Allenatori | Philip Mestdagh                               |

| Arbitri: | Aleksandar Glisic Luis Castillo Viola Gyorgyi |

|                            |            |                                  |
| Tolo 26 George 19 O'Hea 15 | Punti      | 26 Gwathmey 13 Rosado 12 O'Neill |
| Mitchell 6                 | Assist     | 3 Meléndez, Rosado               |
| Tolo 17                    | Rimbalzi   | 6 Gibson, Gwathmey               |
| Sandy Brondello            | Allenatori | Jerry Batista                    |

### Classifica migliori terze
| Pos | Gr | Squadra   | G | V | P | PF  | PS  | DP  | Qualificazione                                |
| --- | -- | --------- | - | - | - | --- | --- | --- | --------------------------------------------- |
| 1   | C  | Australia | 3 | 1 | 2 | 240 | 230 | +10 | Qualificate alla fase ad eliminazione diretta |
| 2   | B  | Francia   | 3 | 1 | 2 | 239 | 229 | +10 | Qualificate alla fase ad eliminazione diretta |
| 3   | A  | Canada    | 3 | 1 | 2 | 208 | 201 | +7  |                                               |

### Fase ad eliminazione diretta
Un sorteggio fra le 8 squadre qualificate alla fase ad eliminazione diretta stabilirà il tabellone dai quarti fino alla finale.
|  | Quarti 4 agosto | Quarti 4 agosto |             |         | Semifinale 6 agosto | Semifinale 6 agosto |  |  | Finale 8 agosto | Finale 8 agosto |
|  |                 |                 |             |         |                     |                     |  |  |                 |                 |
|  |                 |                 |             |         |                     |                     |  |  |                 |                 |
|  |                 |                 |             |         |                     |                     |  |  |                 |                 |
|  | Cina            | 70              |             |         |                     |                     |  |  |                 |                 |
|  | Cina            | 70              |             |         |                     |                     |  |  |                 |                 |
|  | Serbia          | 77              |             |         |                     |                     |  |  |                 |                 |
|  | Serbia          | 77              | Serbia      | 59      |                     |                     |  |  |                 |                 |
|  |                 |                 | Serbia      | 59      |                     |                     |  |  |                 |                 |
|  |                 | Stati Uniti     | 79          |         |                     |                     |  |  |                 |                 |
|  | Australia       | Stati Uniti     | 79          | 55      |                     |                     |  |  |                 |                 |
|  | Australia       |                 |             | 55      |                     |                     |  |  |                 |                 |
|  | Stati Uniti     | 79              |             |         |                     |                     |  |  |                 |                 |
|  | Stati Uniti     | 79              | Stati Uniti | 90      |                     |                     |  |  |                 |                 |
|  |                 |                 | Stati Uniti | 90      |                     |                     |  |  |                 |                 |
|  |                 | Giappone        | 75          |         |                     |                     |  |  |                 |                 |
|  | Giappone        | Giappone        | 75          | 86      |                     |                     |  |  |                 |                 |
|  | Giappone        |                 |             | 86      |                     |                     |  |  |                 |                 |
|  | Belgio          | 85              |             |         |                     |                     |  |  |                 |                 |
|  | Belgio          | 85              | Giappone    | 87      | 3º posto            | 3º posto            |  |  |                 |                 |
|  |                 |                 | Giappone    | 87      | 3º posto            | 3º posto            |  |  |                 |                 |
|  |                 | Francia         | 71          |         |                     |                     |  |  |                 |                 |
|  | Spagna          | Francia         | 71          | 64      | Serbia              | 76                  |  |  |                 |                 |
|  | Spagna          |                 |             | 64      | Serbia              | 76                  |  |  |                 |                 |
|  | Francia         | 67              |             | Francia | 91                  |                     |  |  |                 |                 |
|  | Francia         | 67              |             |         | 91                  |                     |  |  |                 |                 |
|  |                 |                 |             |         |                     |                     |  |  |                 |                 |
|  |                 |                 |             |         |                     |                     |  |  |                 |                 |

#### Quarti di finale
| Arbitri: | Luis Castillo Maripier Malo Rabah Noujaim |

|                           |            |                               |
| Shao 17 Han 15 Li Yue. 12 | Punti      | 18 Brooks 16 Vasić 13 Dabović |
| Li Yua. 6                 | Assist     | 6 Dabović                     |
| Han 7                     | Rimbalzi   | 10 Vasić                      |
| Xu Limin                  | Allenatori | Marina Maljković              |

| Arbitri: | Ferdinand Pascual Kato Takaki Yevgeniy Mikheyev |

|                              |            |                                |
| Mitchell 14 George 11 Tolo 6 | Punti      | 23 Stewart 15 Griner 10 Wilson |
| Mitchell 6                   | Assist     | 8 Gray                         |
| Allen 7                      | Rimbalzi   | 8 Griner                       |
| Sandy Brondello              | Allenatori | Dawn Staley                    |

| Arbitri: | Yu Jung Amy Bonner James Boyer |

|                                |            |                                      |
| Miyazawa 21 Takada 19 Akaho 12 | Punti      | 25 Meesseman 24 Mestdagh 11 Allemand |
| Machida 14                     | Assist     | 8 Allemand                           |
| Akaho 7                        | Rimbalzi   | 11 Meesseman                         |
| Tom Hovasse                    | Allenatori | Philip Mestdagh                      |

| Arbitri: | Manuel Mazzoni Andreia Silva Scott Beker |

|                               |            |                                 |
| Ndour 16 Cazorla 12 Ouviña 11 | Punti      | 18 Johannès 11 Williams 9 Miyem |
| Gil 4                         | Assist     | 5 Duchet                        |
| Ndour 11                      | Rimbalzi   | 5 Chartereau, Johannès, Rupert  |
| Lucas Mondelo                 | Allenatori | Valérie Garnier                 |

#### Semifinali
| Arbitri: | Antonio Conde Jung Yu Andreia Silva |

|                           |            |                                 |
| Griner 15 Gray Stewart 12 | Punti      | 15 Anderson 9 Škorić 8 Butulija |
| Bird, Taurasi 4           | Assist     | 3 Vasić                         |
| Griner 12                 | Rimbalzi   | 10 Dugalić                      |
| Dawn Staley               | Allenatori | Marina Maljković                |

| Arbitri: | Maripier Malo Luis Castillo Yevgeniy Mikheyev |

|                                        |            |                                   |
| Akaho 17 Miyazawa 14 Machida, Mawuli 9 | Punti      | 18 Gruda 13 Fauthoux 9 Chartereau |
| Machida 18                             | Assist     | 7 Williams                        |
| Akaho, Miyazawa 7                      | Rimbalzi   | 8 Williams                        |
| Tom Hovasse                            | Allenatori | Valérie Garnier                   |

#### Finali
3º-4º posto
| Arbitri: | Juan Fernández Amy Bonner Katō Takaaki |

|                                          |            |                               |
| Anderson 24 Brooks 14 Jovanović, Vasić 9 | Punti      | 17 Williams 16 Miyem 14 Gruda |
| Anderson, Brooks 5                       | Assist     | 4 Gruda, Michel, Williams     |
| Vasić 8                                  | Rimbalzi   | 8 Williams                    |
| Marina Maljković                         | Allenatori | Valérie Garnier               |

| Quintetto titolare | Quintetto titolare | Quintetto titolare    | Pt | Rim | Ass |
| ------------------ | ------------------ | --------------------- | -- | --- | --- |
| G                  | 23                 | Ana Dabović           | 7  | 1   | 0   |
| A                  | 5                  | Sonja Vasić           | 9  | 8   | 3   |
| AG                 | 9                  | Jelena Brooks         | 14 | 6   | 5   |
| AG                 | 11                 | Aleksandra Crvendakić | 2  | 2   | 0   |
| AC                 | 33                 | Tina Krajišnik        | 7  | 5   | 0   |
| Panchina:          |                    |                       |    |     |     |
| G                  | 6                  | Saša Čađo             | 0  | 0   | 0   |
| G                  | 8                  | Nevena Jovanović      | 9  | 0   | 2   |
| G                  | 10                 | Dajana Butulija       | 0  | 0   | 0   |
| P                  | 12                 | Yvonne Anderson       | 24 | 4   | 5   |
| C                  | 14                 | Dragana Stanković     | 2  | 1   | 0   |
| AP                 | 24                 | Maja Škorić           | 0  | 2   | 1   |
| C                  | 32                 | Angela Dugalić        | 2  | 1   | 0   |
| Allenatore:        |                    |                       |    |     |     |
| Marina Maljković   |                    |                       |    |     |     |

| Serbia |  | Francia |

| Serbia        | Statistiche        | Francia       |
| ------------- | ------------------ | ------------- |
|               | Statistiche        |               |
| 21/45 (46.7%) | Tiro da 2          | 15/31 (48.4%) |
| 5/18 (27.8%)  | Tiro da 3          | 14/27 (51.9%) |
| 19/24 (79.2%) | Tiri liberi        | 19/21 (90.5%) |
| 11            | Rimbalzi offensivi | 9             |
| 22            | Rimbalzi difensivi | 28            |
| 33            | Rimbalzi totali    | 37            |
| 16            | Assist             | 21            |
| 9             | Palle perse        | 14            |
| 7             | Palle rubate       | 7             |
| 2             | Stoppate           | 2             |
| 21            | Falli              | 21            |

| Quintetto titolare | Quintetto titolare | Quintetto titolare      | Pt   | Rim  | Ass  |
| ------------------ | ------------------ | ----------------------- | ---- | ---- | ---- |
| P                  | 39                 | Alix Duchet             | 10   | 1    | 3    |
| AP                 | 10                 | Sarah Michel            | 2    | 3    | 4    |
| AG                 | 5                  | Endéné Miyem            | 16   | 5    | 0    |
| AG                 | 15                 | Gabby Williams          | 17   | 8    | 4    |
| C                  | 7                  | Sandrine Gruda          | 14   | 5    | 4    |
| Panchina:          |                    |                         |      |      |      |
| P                  | 4                  | Marine Fauthoux         | 12   | 1    | 2    |
| AG                 | 6                  | Alexia Chartereau       | 10   | 2    | 0    |
| C                  | 8                  | Helena Ciak             | n.e. | n.e. | n.e. |
| AG                 | 11                 | Valériane Vukosavljević | 0    | 2    | 1    |
| AC                 | 12                 | Iliana Rupert           | 0    | 2    | 0    |
| AP                 | 23                 | Marine Johannès         | 10   | 3    | 3    |
| AG                 | 93                 | Diandra Tchatchouang    | n.e. | n.e. | n.e. |
| Allenatore:        |                    |                         |      |      |      |
| Valérie Garnier    |                    |                         |      |      |      |

1º-2º posto
| Arbitri: | Manuel Mazzoni Andreia Silva Maripier Malo |

|                               |            |                                  |
| Griner 30 Wilson 19 Stewart14 | Punti      | 17 Takada 16 Motohashi 8 Machida |
| Taurasi 8                     | Assist     | 6 Machida                        |
| Stewart 14                    | Rimbalzi   | 8 Okoye                          |
| Dawn Staley                   | Allenatori | Tom Hovasse                      |

| Quintetto titolare | Quintetto titolare | Quintetto titolare | Pt | Rim | Ass |
| ------------------ | ------------------ | ------------------ | -- | --- | --- |
| P                  | 6                  | Sue Bird           | 7  | 3   | 3   |
| G                  | 12                 | Diana Taurasi      | 7  | 6   | 8   |
| AP                 | 10                 | Breanna Stewart    | 14 | 14  | 5   |
| AG                 | 9                  | A'ja Wilson        | 19 | 7   | 5   |
| C                  | 15                 | Brittney Griner    | 30 | 5   | 2   |
| Panchina:          |                    |                    |    |     |     |
| P                  | 4                  | Jewell Loyd        | 3  | 1   | 1   |
| G                  | 5                  | Skylar Diggins     | 0  | 0   | 0   |
| G                  | 7                  | Ariel Atkins       | 2  | 1   | 0   |
| P                  | 8                  | Chelsea Gray       | 6  | 1   | 4   |
| A                  | 11                 | Napheesa Collier   | 0  | 1   | 0   |
| C                  | 13                 | Sylvia Fowles      | 2  | 2   | 0   |
| C                  | 14                 | Tina Charles       | 0  | 1   | 0   |
| Allenatore:        |                    |                    |    |     |     |
| Dawn Staley        |                    |                    |    |     |     |

| Stati Uniti |  | Giappone |

| Stati Uniti   | Statistiche        | Giappone      |
| ------------- | ------------------ | ------------- |
|               | Statistiche        |               |
| 33/56 (58.9%) | Tiro da 2          | 20/46 (43.5%) |
| 4/13 (30.8%)  | Tiro da 3          | 8/31 (25.8%)  |
| 12/15 (80.0%) | Tiri liberi        | 11/12 (91.7%) |
| 8             | Rimbalzi offensivi | 12            |
| 34            | Rimbalzi difensivi | 26            |
| 44            | Rimbalzi totali    | 38            |
| 28            | Assist             | 16            |
| 12            | Palle perse        | 10            |
| 7             | Palle rubate       | 4             |
| 12            | Stoppate           | 0             |
| 13            | Falli              | 11            |

| Quintetto titolare | Quintetto titolare | Quintetto titolare | Pt | Rim | Ass |
| ------------------ | ------------------ | ------------------ | -- | --- | --- |
| P                  | 13                 | Rui Machida        | 8  | 2   | 6   |
| G                  | 27                 | Saki Hayashi       | 4  | 2   | 1   |
| G                  | 88                 | Himawari Akaho     | 3  | 6   | 0   |
| AP                 | 52                 | Yuki Miyazawa      | 3  | 4   | 0   |
| AG                 | 8                  | Maki Takada        | 17 | 0   | 2   |
| Panchina:          |                    |                    |    |     |     |
| A                  | 0                  | Moeko Nagaoka      | 2  | 3   | 0   |
| G                  | 12                 | Naho Miyoshi       | 5  | 0   | 1   |
| P                  | 15                 | Nako Motohashi     | 16 | 5   | 4   |
| G                  | 20                 | Nanako Tōdō        | 2  | 1   | 1   |
| PA                 | 30                 | Evelyn Mawuli      | 6  | 1   | 1   |
| G                  | 32                 | Saori Miyazaki     | 5  | 0   | 0   |
| AP                 | 99                 | Monica Okoye       | 4  | 8   | 0   |
| Allenatore:        |                    |                    |    |     |     |
| Tom Hovasse        |                    |                    |    |     |     |

## Classifica finale
| Pos.    | Nazione       | Rosa |
| ------- | ------------- | --- |
| Oro     | Stati Uniti   | Stati Uniti4 Loyd, 5 Diggins-Smith, 6 Bird, 7 Atkins, 8 Gray, 9 Wilson, 10 Stewart, 11 Collier, 12 Taurasi, 13 Fowles, 14 Charles, 15 Griner, All. Dawn Staley                       |
| Argento | Giappone      | Giappone0 Nagaoka, 8 Takada, 12 Miyoshi, 13 Machida, 15 Motohashi, 20 Tōdō, 27 Hayashi, 30 Mawuli, 32 Miyazaki, 52 Miyazawa, 88 Akaho, 99 Okoye, All. Tom Hovasse                    |
| Bronzo  | Francia       | Francia4 Fauthoux, 5 Miyem, 6 Chartereau, 7 Gruda, 8 Ciak, 10 Michel, 11 Vukosavljević, 12 Rupert, 15 Williams, 23 Johannès, 39 Duchet, 93 Tchatchouang, All. Valérie Garnier        |
| 4.      | Serbia        | Serbia5 Vasić, 6 Čađo, 8 Jovanović, 9 Brooks, 10 Butulija, 11 Crvendakić, 12 Anderson, 14 Stanković, 23 Dabović, 24 Škorić, 32 Dugalić, 33 Krajišnik, All. Marina Maljković          |
| 5.      | Cina          | Cina3 Yang, 4 Li Yuan, 5 Wang, 6 Wu, 7 Shao, 8 Zhang, 9 Li M., 10 Pan, 11 Huang, 13 Sun, 14 Li Yueru, 15 Han, All. Xu Limin                                                          |
| 6.      | Spagna        | Spagna5 Ouviña, 6 Domínguez, 7 Torrens, 9 Palau, 11 Rodríguez, 12 Cazorla, 13 Abalde, 14 Carrera, 18 Casas, 22 Conde, 24 Gil, 45 Ndour, All. Lucas Mondelo                           |
| 7.      | Belgio        | Belgio5 K. Mestdagh, 6 Delaere, 9 Carpréaux, 11 Meesseman, 12 Wauters, 13 Linskens, 22 H. Mestdagh, 32 Nauwelaers, 34 Massey, 35 Vanloo, 42 Raman, 55 Allemand, All. Philip Mestdagh |
| 8.      | Australia     | Australia4 O'Hea, 5 Mitchell, 6 Talbot, 7 Madgen, 8 Blicavs, 9 Allen, 10 Ebzery, 11 Smith, 12 Lavey, 13 Magbegor, 14 Tolo, 15 George, All. Sandy Brondello                           |
| 9.      | Canada        | Canada1 Pellington, 5 Nurse, 6 Carleton, 7 Raincock-Ekunwe, 8 Gaucher, 9 Ayim, 11 Achonwa, 13 Colley, 14 Alexander, 15 Amihere, 21 Fields, 24 Edwards, All. Lisa Thomaidis           |
| 10.     | Corea del Sud | Corea del Sud1 Sin, 2 Han, 3 Kang, 4 Yun, 5 An, 7 Park H., 9 Park Ji-hyeon, 11 Bae, 13 Kim J., 19 Park Ji-su, 23 Kim D., 31 Jin, All. Jeon Ju-won                                    |
| 11.     | Nigeria       | Nigeria0 Okonkwo, 3 Kunaiyi-Akpanah, 4 Balogun, 9 Mohammed, 10 Amukamara, 11 Elonu, 21 Nyingifa, 22 Chidom, 23 Kalu, 25 Macalaulay, 31 Ogwumike, 52 Ibekwe, All. Otis Hughley        |
| 12.     | Porto Rico    | Porto Rico0 O'Neill, 1 Meléndez, 5 Rosado, 9 Gibson, 10 Stinson, 12 Salamán, 24 Gwathmey, 25 Quiñones, 28 Lozada-Cabbage, 33 Pagán, 55 Benítez, 91 González, All. Jerry Batista      |